# Gods Lake
Gods Lake är en sjö i östra Manitoba, Kanada. Den täcker en yta på 1151 km² vilket gör den till den sjunde största sjön i provinsen. 
Gods Lake är belägen norr om Island Lake, cirka 280 kilometer öster om staden Thompson. Den ligger 178 meter över havet, är 74 kilometer lång och dess största djup mäter 75 meter. Floden Gods River löper från sjön norrut. Elk Island är en av de större öarna i sjön. 
Samhällen med ursprungsbefolkning vid sjön innefattar byarna Gods Lake Narrows, Gods Lake och Gods River.